# Golaveraj
Golaverajul sau Raportul de Goluri este o metodă de departajare folosită pentru a clasa echipele sportive într-o ligă. Se folosește în diverse sporturi pentru a determina locurile în clasament atunci când există o egalitate, de exemplu hochei pe iarbă. În fotbal și hochei pe gheață, golaverajul a fost înlocuit de diferența de goluri în majoritatea competițiilor. În fotbalul românesc, a fost folosit până în sezonul 1964-1965.

## Calcul
Golaverajul se calculează ca fiind raportul dintre numărul de goluri marcate în toate meciurile din ligă și numărul de goluri primite. Uneori, un calcul bazat pe golaveraj poate diferi de calculul diferenței de goluri, care este obișnuit în multe sporturi. De exemplu:
| Echipa A a marcat 6 goluri și a primit 2 goluri. |                         |
| Golaveraj:                                       | Diferență de goluri:    |
| {\displaystyle {\frac {6}{2}}=3}                 | {\displaystyle 6-2=4\,} |

| Echipa B a marcat 12 goluri și a primit 6 goluri. |                          |
| Golaveraj:                                        | Diferență de goluri:     |
| {\displaystyle {\frac {12}{6}}=2}                 | {\displaystyle 12-6=6\,} |

Conform golaverajului, echipa A (3 împotriva 2) este câștigătoare, iar conform diferenței de goluri, echipa B (4 împotriva 6) este câștigătoare.
Un exemplu concret este Divizia A 1957-1958, atunci când primele trei clasate, Petrolul Ploiești, CCA București și Știința Timișoara au terminat la egalitate de puncte. Al doilea criteriu de departajare a fost golaverajul, iar Petrolul Ploiești a ieșit campioană:
| Loc | Echipa                | MJ | V  | E | Î | GM | GP | GA    | Pct | Calificare                           |
| --- | --------------------- | -- | -- | - | - | -- | -- | ----- | --- | ------------------------------------ |
| 1   | Petrolul Ploiești     | 22 | 12 | 3 | 7 | 36 | 22 | 1,636 | 27  | Cupa Campionilor 1958-59 Prima rundă |
| 2   | CCA București         | 22 | 11 | 5 | 6 | 41 | 27 | 1,519 | 27  |                                      |
| 3   | Politehnica Timișoara | 22 | 11 | 5 | 6 | 49 | 38 | 1,289 | 27  |                                      |

Dacă s-ar fi folosit diferența de goluri, CCA București ar fi ieșit campioană, deoarece a treia metodă de departajare ar fi fost numărul de goluri marcate, 41 la 36 pentru CCA:
| Loc | Echipa                | MJ | V  | E | Î | GM | GP | DG  | Pct | Calificare                           |
| --- | --------------------- | -- | -- | - | - | -- | -- | --- | --- | ------------------------------------ |
| 1   | CCA București         | 22 | 11 | 5 | 6 | 41 | 27 | +14 | 27  | Cupa Campionilor 1958-59 Prima rundă |
| 2   | Petrolul Ploiești     | 22 | 12 | 3 | 7 | 36 | 22 | +14 | 27  |                                      |
| 3   | Politehnica Timișoara | 22 | 11 | 5 | 6 | 49 | 38 | +11 | 27  |                                      |

## Probleme

### 0 goluri primite
Deoarece împărțirea la 0 nu este definită, aici se presupune un golaveraj de ∞ (infinit), cu excepția cazului 0:0, care este definit ca golaveraj 1.

### Lipsa monotoniei
Un dezavantaj mai grav al golaverajului este lipsa de monotonie: dacă echipa A este înaintea echipei B și ambele obțin același rezultat în următorul lor meci, ne-am aștepta ca clasamentul echipelor să rămână neschimbat. Cu toate acestea, acest lucru nu este garantat cu golaverajul. Să presupunem că, cu același număr de puncte, echipa A conduce clasamentul cu 3:1 goluri (golaveraj 3,0), peste echipa B cu 5:2 goluri (golaveraj 2,5). Acum, ambele echipe joacă una împotriva celeilalte, jocul se termină 2-2. Apoi, brusc, echipa B conduce clasamentul cu 7:4 (golaveraj 1,75), peste echipa A cu 5:3 goluri (golaveraj 1,67). Cu diferența de goluri, totuși, acest efect nu poate avea loc, așa că monotonia este garantată.